# 푸코스테롤
푸코스테롤(영어: fucosterol)은 감태(Ecklonia cava) 또는 곰피(Ecklonia stolonifera)와 같은 조류로부터 분리된 스테롤이다.

## 같이 보기
- 스테롤